# Університет Тромсе
Університет Тромсе – Арктичний університет Норвегії (норв. Universitetet i Tromsø, скорочено UiT (раніше UiTø)) — один з семи університетів Норвегії. Розташований в місті Тромсе. Вважається найпівнічнішим університетом у світі. Представники університету також беруть участь в роботі Університетського центру на Шпіцберґені.

## Історія
Рішення про створення університету було прийняте в 1968 році, а в 1972 році університет урочисто відкрив король Норвегії Улаф V. У перші роки приміщення університету були в центрі міста Тромсе, проте на сьогодні більшість із них зосереджена в м. Тронгейм.
В університеті діють декілька факультетів: гуманітарних наук, суспільних наук, математично-природничий факультет, юридичний факультет, медичний факультет. Норвезька вища школа рибної промисловості (норв. Norges Fiskerihøgskole) також є факультетом університету, хоча і має значну автономію. Викладання медичних дисциплін здійснюється на основі Університетського госпіталю Північної Норвегії (норв. Universitetssykehuset Nord-Norge, UNN), частина будівель якого знаходиться в безпосередній близькості до університету.
При університеті також діють ряд наукових центрів, таких як Центр саамських досліджень, Центр полярних досліджень імені Амундсена, Центр досліджень в області навколишнього середовища і розвитку, Центр поглиблених досліджень в області теоретичної лінгвістики (CASTL), Астрофізична обсерваторія Шіботн та ін.

## Наукова діяльність
10 травня 2023 року, пресслужба Арктичного університету Норвегії повідомила, що в ході наукової експедиції науково-дослідного судна «Kronprins Haakon» з пілотованим підводним апаратом «ROV Aurora» в південно-західній частині Баренцевого моря на глибині 400 метрів та на відстані 70 морських миль на південь від острова Ведмежий було відкрито діючий підводний грязьовий вулкан.